# Bijenteeltvereniging Hengelo en omstreken
Bijenteeltvereniging Hengelo en omstreken is een Nederlandse vereniging voor bijenhouders in het Overijselse Hengelo, Borne en Delden. De vereniging, een afdeling van de Vereniging tot Bevordering der Bijenteelt in Nederland, is gevestigd in Hengelo, waar het ook over een bijentuin beschikt, Bijentuin Hengelo.

## Geschiedenis
De teruggang van de bijenteelt in Nederland in de 19e eeuw was de voornaamste reden voor de oprichting van de Vereniging tot Bevordering der Bijenteelt in Nederland (VBBN) en, in 1908, de Afdeeling Hengelo. Doel was om de kennis van het houden van bijen te behouden en te verspreiden. In die tijd werden meer regionale bijenteeltverenigingen opgericht, onder andere omdat door toedoen van de VBBN er een reductie van de suikerbelasting kwam voor de georganiseerde imkers.
In 1960 waren de imkers van de vereniging verantwoordelijk voor de introductie in Nederland van de carnica-ondersoort van de Europese honingbij (Apis Melifera carnica). Het belangrijkste argument voor de introductie van de carnica of krainerbijen was destijds de zachtaardigheid van deze bijen uit Joegoslavië, Hongarije en Oostenrijk. Zij zouden minder steken en daardoor minder overlast veroorzaken. Het lid A. Nijhuis was een groot pleitbezorger voor deze bijensoort en heeft veel lezingen in het hele land gegeven. Thans wordt de carnica-bij door een groot deel van de imkers in Nederland gecultiveerd.
In 1984 werd besloten om Afdeling Hengelo van de VBBN om te vormen tot een vereniging met volledige rechtsbevoegdheid. De huidige rechtsvorm van de vereniging is in 1985 tot stand gekomen door het vastleggen van de statuten van Bijenteeltvereniging Hengelo en omstreken. 
Bij het 100-jarig bestaan van de vereniging in 2008 waren er 26 leden. Vanaf 2014 is het aantal leden sterk gestegen door de toegenomen interesse voor het imkeren én doordat de vereniging jaarlijks de basiscursus imkeren is gaan geven aan 10-20 cursisten. Het merendeel daarvan is lid geworden. 
In 2023 werd in het kader van het 115-jarig jubileum uitgebreid onderzoek gedaan naar de geschiedenis van de vereniging. Hieruit voort kwam het jubileumboek 115 jaar bijenteelt vereniging Hengelo en omstreken 1908 -2023.

## Verenigingsstructuur
De vereniging is aangesloten bij de Nederlandse Bijenhoudersvereniging (NBV) en onderdeel van Groep Overijssel-Oost.

### Leden
De leden van de vereniging moeten ook lid zijn van de Nederlandse Bijenhoudersvereniging. De aantallen hebben zich als volgt ontwikkeld:
- 1908 (oprichting): 27 leden[1]
- 1928 (20-jarig jubileum): 57 leden
- 2008 (100-jarig bestaan): 26 leden
- 2024: 82 leden
- 2025: 88 leden

### Voorzitters
- 1908-?: H.H. ter Beek
- 1984-1987: Bernard de Bruin
- 1987-1994: Ernest Groener
- 1995-2002: J.B. Leushuis
- 2002-2006: Bernard de Bruin
- 2006-2017: Ernest Groener
- 2017-heden: John Leerentveld

### Materieel
De vereniging heeft aan de Landmansweg 141 in Hengelo een eigen Bijentuin met een bijenstal, een verenigingsgebouw ('t Raathoes), en verspreide bijenstanden.
De vereniging heeft in de loop der tijd verschillende bijenstallen gehad:
- ?-1945?: Kettingbrugweg
- 1958-1988: Weusthagpark
- 1988-heden: Landmansweg 141

## Activiteiten
Op lokaal niveau is de vereniging deelnemer in het Groene Tafel-overleg van de gemeente Hengelo. De leden van de Groene Tafel komen twee keer per jaar bij elkaar om elkaar te informeren over actuele zaken op het gebied van groen in Hengelo. Ze delen hun kennis met elkaar en werken samen aan groenprojecten en groene activiteiten.
De vereniging werkt samen met de Hengelose bakker Gustaf bij diens fabricage van gevulde 'Hengeloërtjes',  Hengelose stadhuistorens van chocola, gevuld met bijenhoning.
Bij meldingen van zwermen, helpt de vereniging bij de verwijdering.
De vereniging is in samenwerking met de gemeente Hengelo actief in het opsporen van nesten van de invasieve exotische Aziatische hoornaar.

## Bijentuin Hengelo
De vereniging heeft een eigen bijentuin aan de Landmansweg 141 in Hengelo. Op dit perceel was tot 1983 de gemeentelijke boomkwekerij op Erve 't Beukert gevestigd. De gemeente moest de kwekerij wegens bezuinigingen sluiten. Een deel van het perceel is in 1988 aan het Instituut voor natuureducatie en duurzaamheid (IVN) in bruikleen gegeven voor de aanleg van een Heemtuin. De bijenteeltvereniging heeft hier sinds die tijd een eigen bijenstal.
In 2014 heeft de IVN de Heemtuin verplaatst naar het Weusthagpark. Met de gemeente Hengelo is voor de Bijentuin een bruikleenovereenkomst afgesloten. Een deel van de tuin werd door de gemeente uitgeleend aan beeldend houtkunstenaar Semra Heydari, die de tuin als werkruimte gebruikte.
De bijenteeltvereniging heeft het IVN-gebouw ('Heemhoes') gekocht en omgebouwd tot haar verenigingsgebouw ''t Raathoes'. Omdat het IVN bij de verhuizing een deel van de beplanting meenam, had de vereniging de mogelijkheid om de tuin om te vormen tot een bijvriendelijke tuin met als doel om bezoekers voorbeelden te kunnen geven van geschikte tuinplanten die afhankelijk zijn van vliegende bestuivers.
Toen de vereniging de hele tuin tot haar beschikking kreeg, werd het mogelijk om deze open te stellen voor publiek op Open Zondagen. In de loop van de tijd is dit uitgegroeid tot een uitje voor jong en oud. Tijdens de zomermaanden is de tuin ook een verzamelplaats voor de leden tijdens werkochtenden, cursussen en bijpraatavonden.

## Erkenningen
- 2007: Ondersteuning van het Prins Bernhard Cultuurfonds, ter financiering van apparatuur en lesmateriaal voor een natuureducatieproject met basisscholen.[17]
- 2024: Slingerjaarprijs 2023 van De Slinger Hengelo. Deze prijs was gewonnen in samenwerking met de Hengelose Gehandicapten Ontspanningsvereniging (HGOV), met welke een rondleiding in de Bijentuin was verzorgd.[18]